# Copa Europeia/Sul-Americana de 2003
A Copa Europeia/Sul-Americana de 2003, também conhecida como Copa Toyota e Copa Intercontinental, foi a 42.ª edição da competição, disputada em jogo único na cidade de Yokohama, no Japão, em 14 de dezembro de 2003, entre o Milan, campeão da Liga dos Campeões da UEFA, e o Boca Juniors, campeão da Libertadores da América.
Em 27 de outubro de 2017, após uma reunião realizada na Índia, o Conselho da FIFA reconheceu os vencedores da Copa Intercontinental como campeões mundiais.

## História
Depois da derrota amarga para o Bayern Munique em 2001 na final da Copa Intercontinental, o Boca Juniors tinha a chance de se redimir em 2003, mas o adversário seria ainda mais complicado: o Milan de Dida, Maldini, Costacurta, Cafu, Pirlo, Gattuso, Seedorf, Kaká e Shevchenko. Uma seleção. Mas o Boca era aguerrido, “chato”, e contava com um plantel que também daria trabalho com Abbondanzieri, Schiavi, Burdisso, Cagna, Battaglia, Schelotto e Donnet. O jogo, claro, foi pegado e muito disputado, com o Milan abrindo o placar aos 23´com o dinamarquês Tomasson. O Boca não se abateu e seis minutos depois empatou com o meia Donnet: 1 a 1. O resultado persistiu e a decisão seria nos pênaltis. Novamente com estrela, o Boca contou com a frieza do goleiro Abbondanzieri, que pegou dois pênaltis, e venceu os italianos por 3 a 1. Enfim, o Boca se tornava o primeiro clube argentino tricampeão intercontinental, deixando para trás o Independiente e a anos luz o River Plate.

## Clubes Participantes
| Confederação | Equipe       | Classificação                                   | Participação |
| ------------ | ------------ | ----------------------------------------------- | ------------ |
| CONMEBOL     | Boca Juniors | Campeão da Copa Libertadores da América de 2003 | 4ª           |
| UEFA         | Milan        | Campeão da Liga dos Campeões da UEFA de 2002–03 | 7ª           |

## Chaveamento
|  | A Classificação[NOTA] | A Classificação[NOTA] | A Classificação[NOTA] | A Classificação[NOTA] |   |       | Copa Intercontinental | Copa Intercontinental | Copa Intercontinental | Copa Intercontinental |
|  |                       |                       |                       |                       |   |       |                       |                       |                       |                       |
|  | Milan (pen)           | 0                     | (3)                   | –                     |   |       |                       |                       |                       |                       |
|  | Juventus              | 0                     | (2)                   | –                     |   |       |                       |                       |                       |                       |
|  | Juventus              | 0                     | (2)                   | –                     |   | Milan | 1                     | (1)                   | –                     |                       |
|  |                       |                       |                       |                       |   | Milan | 1                     | (1)                   | –                     |                       |
|  |                       | Boca Juniors (pen)    | 1                     | (3)                   | – |       |                       |                       |                       |                       |
|  | Boca Juniors          | Boca Juniors (pen)    | 1                     | (3)                   | – | 2     | 3                     | –                     |                       |                       |
|  | Boca Juniors          |                       |                       |                       |   | 2     | 3                     | –                     |                       |                       |
|  | Santos                | 0                     | 1                     | –                     |   |       |                       |                       |                       |                       |

Notas
- NOTA^  Essas partidas não foram realizadas pela Copa Intercontinental. Ambas as partidas foram realizadas pelas finais da Liga dos Campeões da Europa e Copa Libertadores da América daquele ano.

## Partida
| 14 de dezembro de 2003 | Milan        | 1 – 1 (pro) | Boca Juniors | Estádio Internacional, Yokohama              |
| 19:20                  | Tomasson 23' |             | Donnet 29'   | Público: 66 757 Árbitro: RUS Valentin Ivanov |

|                                    |       | Penalidades                      |  |
| Pirlo Rui Costa Seedorf Costacurta | 1 – 3 | Schiavi Battaglia Donnet Cascini |  |

| Milan | Boca Juniors |

| MILAN:          |    |            |     |      |
|                 |    |            |     |      |
| G               | 12 | Dida       |     |      |
| LD              | 2  | Cafu       | 61' |      |
| Z               | 19 | Costacurta |     |      |
| Z               | 26 | Pancaro    |     |      |
| LE              | 3  | Maldini    |     |      |
| M               | 20 | Seedorf    |     |      |
| M               | 21 | Pirlo      |     |      |
| M               | 8  | Gattuso    |     | 102' |
| M               | 22 | Kaká       | 19' | 77'  |
| A               | 7  | Shevchenko |     |      |
| A               | 15 | Tomasson   |     | 69'  |
| Reservas:       |    |            |     |      |
| G               | 77 | Abbiati    |     |      |
| Z               | 24 | Laursen    |     |      |
| Z               | 4  | Kaladze    |     |      |
| LE              | 27 | Serginho   |     |      |
| M               | 23 | Ambrosini  |     | 102' |
| M               | 10 | Rui Costa  |     | 77'  |
| A               | 9  | Inzaghi    |     | 69'  |
| Treinador:      |    |            |     |      |
| Carlo Ancelotti |    |            |     |      |

| BOCA JUNIORS:  |    |               |    |     |
|                |    |               |    |     |
| G              | 1  | Abbondanzieri |    |     |
| LD             | 14 | Perea         | 6' |     |
| Z              | 2  | Shiavi        |    |     |
| Z              | 6  | Burdisso      |    |     |
| LE             | 3  | Rodríguez     |    |     |
| A              | 5  | Battaglia     |    |     |
| M              | 22 | Cascini       |    |     |
| M              | 18 | Donnet        |    |     |
| A              | 8  | Cagna         |    |     |
| A              | 10 | Iarley        |    |     |
| A              | 7  | Schelotto     |    | 73' |
| Reservas:      |    |               |    |     |
| G              | 12 | Caballero     |    |     |
| Z              | 4  | Jérez         |    |     |
| Z              | 13 | Crosa         |    |     |
| M              | 16 | Vargas        |    |     |
| M              | 20 | Villarreal    |    |     |
| M              | 11 | Colautti      |    |     |
| A              | 9  | Tévez         |    | 73' |
| Treinador:     |    |               |    |     |
| Carlos Bianchi |    |               |    |     |

| Homem do jogo: Matías Donnet (Boca Juniors) Bandeirinhas: RUS Genaddy Krasyuk BLR Yury Dupanau Quarto árbitro: JPN Masayoshi Okada |

## Campeão
| Copa Europeia/Sul-Americana de 2003 |
| ----------------------------------- |
| BOCA JUNIORS 3º Título              |